# Южная Индия
Южная Индия — регион, состоящий из штатов Телангана, Андхра-Прадеш, Карнатака, Керала и Тамилнад, а также союзных территорий Лакшадвип и Пондичерри.

## Демография
Жители Южной Индии говорят на пяти дравидийских языках — каннада, малаялам, тамильском, телугу и тулу.
Около 83 % населения Южной Индии исповедуют индуизм. Ислам занимает второе по числу последователей в регионе — 11 %, в то время как 5 % исповедуют христианство.
Средний уровень грамотности в Южной Индии составляет примерно 73 % (по Индии показатель в среднем соответствует 60 %). В штате Керала наблюдается максимальный среди штатов Индии процент грамотности — 91 %.

## География
Южная Индия окружена Аравийским морем на западе, Индийским океаном на юге и Бенгальским заливом на востоке.
В Южной Индии находятся Деканское плоскогорье, горные гряды Западные Гаты и Восточные Гаты. Годавари, Кришна, Тунгабхадра и Кавери — важные некруглогодичные реки.

## Экономика
| Экономические и демографические показатели                     | Экономические и демографические показатели | Экономические и демографические показатели |
| -------------------------------------------------------------- | ------------------------------------------ | ------------------------------------------ |
| Параметр                                                       | Южная Индия                                | Национальный                               |
| На душу населения чистого состояния внутреннего продукта (SDP) | Рупий. 25,027.75 (US $ 505,31)             | Рупий. 23222 (US $ 468,85)                 |
| Доля в общем объёме ПИИ(1993—2003)                             | 5.48                                       | NA                                         |
| Среднегодовой рост ПИИ                                         | 5.6                                        | 5.6                                        |
| Доля населения, живущего ниже черты бедности                   | 17.41                                      | 26.10                                      |
| Процент городского населения                                   | 32.82                                      | 27.81                                      |
| Доля домашних хозяйств с электричеством                        | 89.32                                      | 67.9                                       |
| Уровень грамотности                                            | 72.87                                      | 61                                         |